# Jan De Maeyer
Jan De Maeyer (Bornem, 1 september 1949) is een Belgisch componist, muziekpedagoog en hoboïst.

## Levensloop
De Maeyer studeerde hobo, kamermuziek en compositie bij Willem Kersters aan het Koninklijk Vlaams Muziek-Conservatorium te Antwerpen. Eveneens studeerde hij aan de Katholieke Universiteit te Leuven klassieke filologie en oude geschiedenis.
In 1973 behaalde hij het diploma voor hobo en kamermuziek en een eerste prijs voor muziekgeschiedenis. Later behaalde hij ook nog het diploma voor althobo, harmonieleer, contrapunt en compositie met een eerste prijs. In 1974 werd hij Tenuto-laureaat, en werd hij bekroond met de Ann Rutzky-prijs.
Van 1974 tot 1978 was hij als solo-hoboïst verbonden aan Philharmonie van Antwerpen. Tegenwoordig is hij directeur van het stedelijke conservatorium te Mechelen en eveneens docent voor hobo en althobo aan het Koninklijk Vlaams Muziek-Conservatorium. Hij werkt actief in het houtblazers-trio Avena, het blazerskwintet Amadea en in het kamermuziek-ensemble te Antwerpen mee.
Voor zijn composities kreeg hij nationale en internationale prijzen en onderscheidingen.

## Compositie

### Werken voor orkest
- 1981 Concerto grosso, voor kamerorkest, opus 5
- 1982 Poema sinfonico "Het glorierijke licht", voor orkest, opus 6
- 1985 Canto XXXIX, voor sopraan, alt, tenor, bas, gemengd koor en symfonisch orkest, opus 10 - tekst: Ezra Pound
- 1985 Serenata, voor kamerorkest, opus 15
- 1991 Pythagoras, voor kamerorkest, opus 24
- 1992 Tricromia arcangelica, voor hobo, klarinet, fagot en symfonisch orkest, opus 23
- 1994 Concertino, voor klarinet en strijkers, opus 30a
- 1997 Basium secundum, voor gemengd koor en strijkorkest, opus 40a
- 1998 Basium tertium, voor gemengd koor en strijkorkest, opus 40b
- 2000 Basium undecimum, voor alt, bariton, fluit, klarinet, slagwerk, klavecimbel, piano en kamerorkest, opus 48
- 2001 Basium septimum, voor gemengd koor, fluit, klarinet, slagwerk en kamerorkest, opus 50
- 2001 Basium X, voor mezzosopraan, bariton, gemengd koor, fluit, klarinet, twee slagwerkers en strijkorkest, opus 53b
- Fidessa-Suita, voor kamerorkest, opus 19b

### Werken voor harmonie- en fanfareorkest
- 1982 Canzonatura, voor twee blaasorkesten en slagwerk, opus 3 Nr. 1
- 1983 Vijf voor acht, voor drie klarinetten, basklarinet, sopraansaxofoon, altsaxofoon, tenorsaxofoon en baritonsaxofoon, opus 9
- 1985 Aiuolo, voor harmonieorkest en driestemmig vrouwen- of kinderkoor, opus 13
- 1990 Saxofonia, voor vier sopraansaxofoons, (ook sopraninosaxofoon), drie altsaxofoons, vier tenorsaxofoons en vier baritonsaxofoons, opus 22
- 1996 Maclinia, voor harmonieorkest (voor het Festival van Vlaanderen, te Mechelen)

### Andere werken
- 1980 La consolazione, naar Anicius Manlius Severinus Boëthius, voor koperkwintet (2 trompetten, hoorn, trombone en tuba), opus 2 Nr. 2
- 1990 Sonata Piccola, voor Klarinet of saxofoon en piano, opus 16 nr. 3 (uitgave Euprint ed.)
- 1991 Suita, voor Trompet, Kornet of Bugel en Piano, opus 16 nr. 2 (uitgave Euprint ed.)
- 1992 In sette Cieli, voor fagot en drie fagottgroepen, opus 26
- 1992 Kroton, voor blaasinstrumenten en piano, opus 27
- 1996 Die Geburt der Saxodie, voor vier saxofoons, opus 42
- 1996 Primum basium, voor bas, fluit, klarinet en klavecimbel, opus 35
- 2000 Basium quartum, voor alt, bas, fluit, klarinet, (slagwerk) en klavecimbel, opus 47a
- 2001 Basium IX, voor mezzosopraan, bariton, gemengd koor, fluit, klarinet, cello, twee slagwerkers en piano, opus 53a
- 2001 Basium sextum, voor mezzosopraan, bariton, fluit, klarinet, cello, twee slagwerkers en piano, opus 49
- 2001 Basium VIII, voor mezzosopraan, bariton, klarinet, cello, slagwerk en klavecimbel, opus 52
- 2001 Basium XX, voor trompet, hoorn en trombone, opus 51

- Bibliothèque nationale de France: cb12981438p (data)
- Gemeinsame Normdatei: 140462848
- International Standard Name Identifier: 0000 0001 2124 2488
- Library of Congress Control Number: n88055707
- Nationale Bibliotheek van Letland: 000061048
- MusicBrainz: aa60d151-5338-4e23-aa1a-94a32ef827cc
- Nationale Bibliotheek van Israël: 987007432053605171
- Istituto Centrale per il Catalogo Unico: IEIV051908
- Système universitaire de documentation: 050640704
- Virtual International Authority File: 107158777
- WorldCat: E39PBJpjbG7kC7MB7Jc3rykbh3